# Most Rio-Antirio

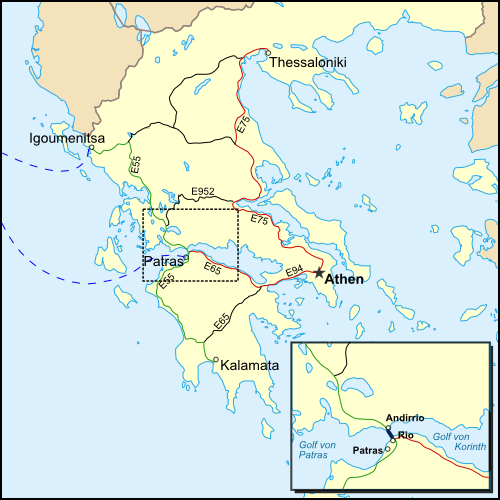
Poloha mostu

Most Rio-Antirio (řecky Γέφυρα Ρίου-Αντιρρίου, oficiálně Most Charilaose Trikoupise) je most v Řecku spojující města Rio na poloostrově Peloponés a Antirio v Akarnánii přes Korintský záliv. Byl pojmenován po řeckém premiérovi Charilaosi Trikoupisovi (1832–1896), který jako první v roce 1880 navrhl v řeckém parlamentu vybudování mostu na tomto místě. Tehdy však byla stavba nad finanční možnosti Řecka, kromě toho byla ještě v 90. letech 20. století považována za technicky neproveditelnou.
Most je dlouhý 2 880 m, široký 27,2 m, má dva pruhy v každém směru, jeden nouzový pruh a chodník. Stavba byla naplánována v roce 1990 ve spolupráci s francouzskými firmami. Příprava staveniště a bagrování započalo v červenci 1998, slavnostně byl most otevřen 7. srpna 2004, týden před letními olympijskými hrami v Aténách. Náklady na stavbu byly 630 milionů eur.

## Galerie

Rozměry mostu
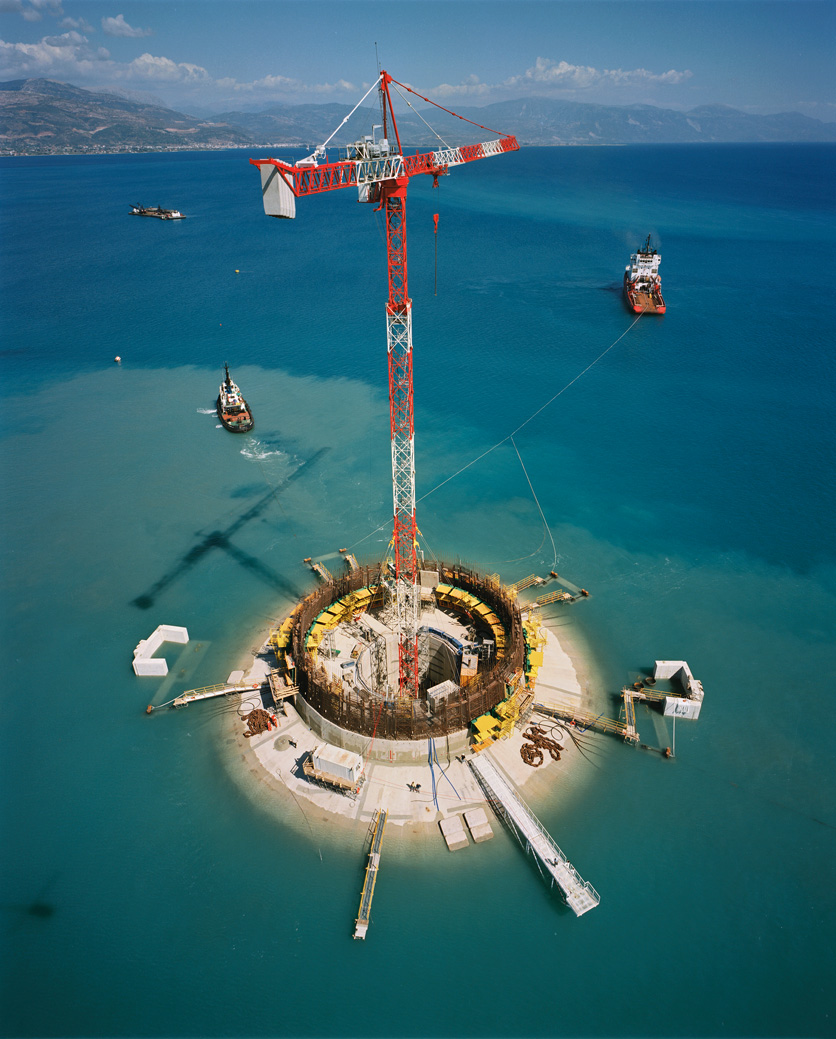
Stavba pylonu
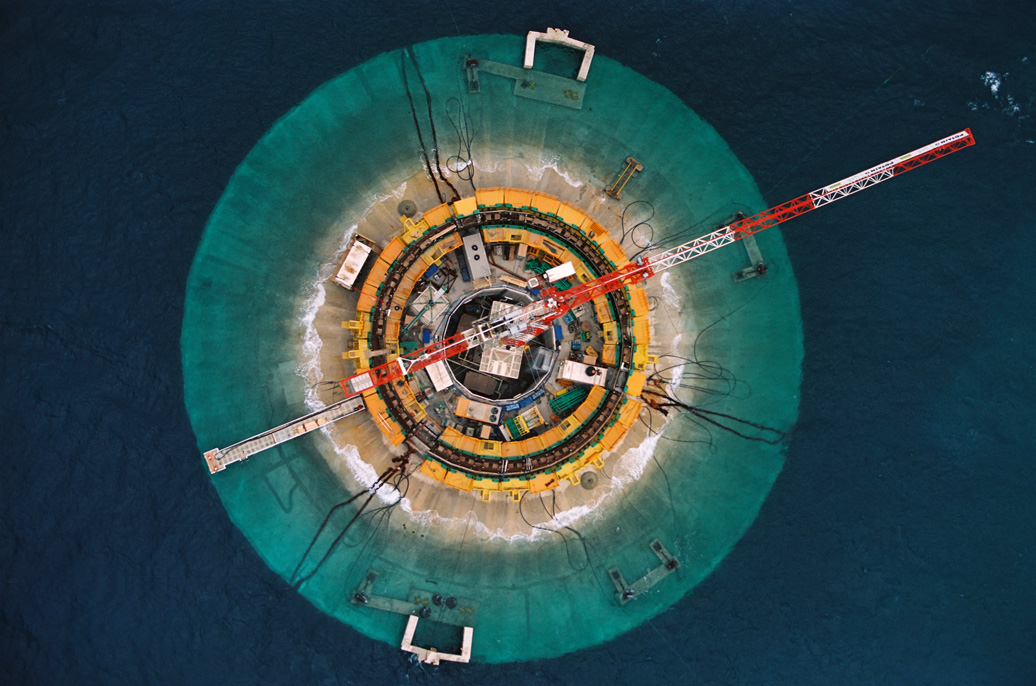
Stavba pylonu
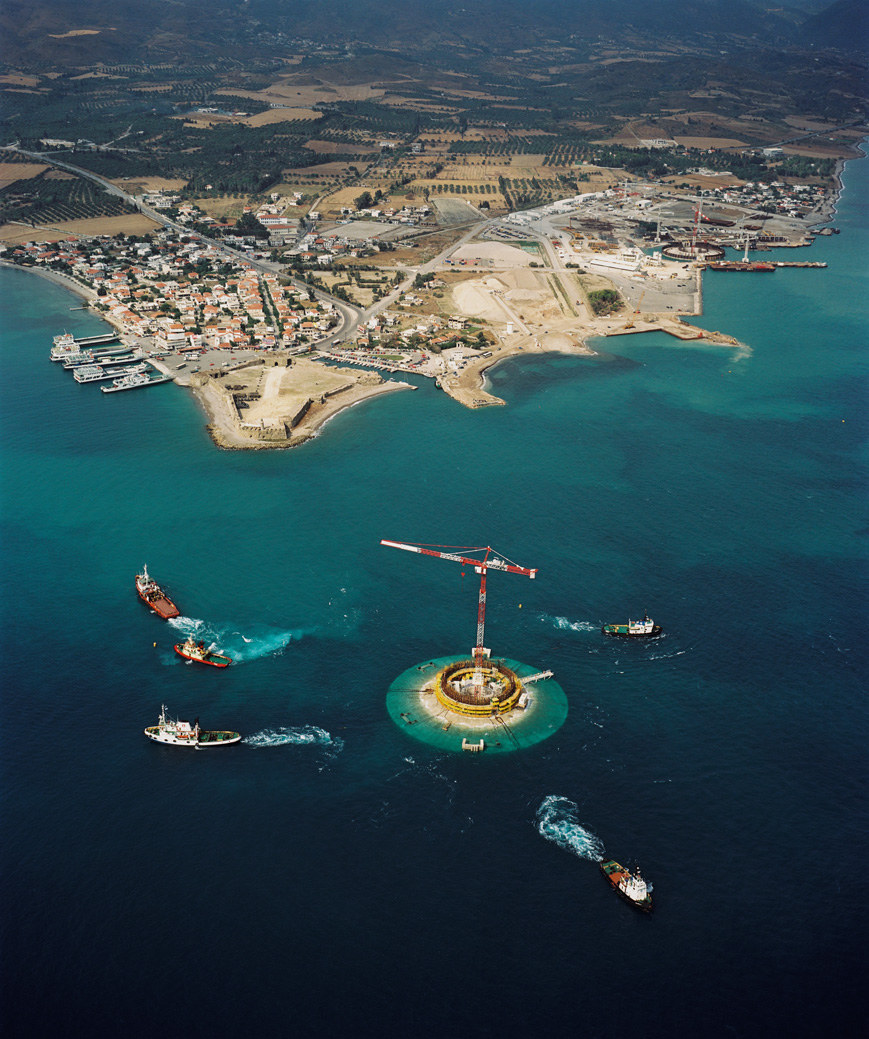
Stavba mostu
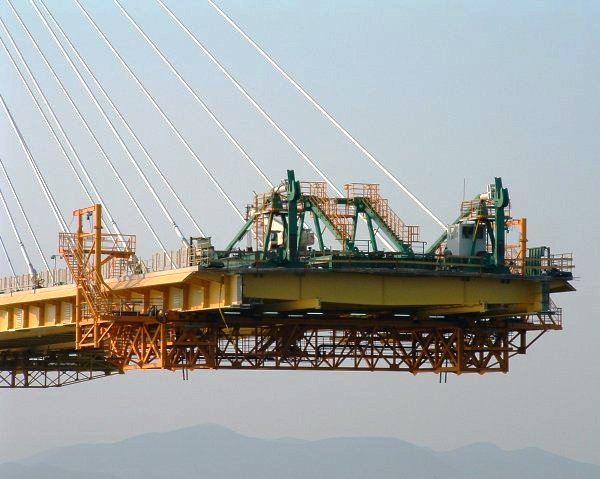
Stavba mostu v září 2003